# Nanodacna ancora
Nanodacna ancora är en fjärilsart som beskrevs av Clarke 1964. Nanodacna ancora ingår i släktet Nanodacna och familjen Agonoxenidae. Inga underarter finns listade i Catalogue of Life.